# アムリタ・シェール＝ギル
アムリタ・シェール＝ギル（Amrita Sher-Gil, 1913年1月30日 – 1941年12月5日）は、ハンガリー出身のインドの画家。
「インドのフリーダ・カーロ」とも呼ばれ、20世紀のインドで最も重要な女性画家とみなされており、ベンガルルネサンスの立役者でもある。

## 略歴
ハンガリー・ブダペスト出身。父・Umrao Singh Sher-Gil Majithiaはパンジャーブ人・シク教徒でサンスクリット語とペルシア語を講じ、母・Marie Antoinette Gottesmannはユダヤ系ハンガリー人でオペラ歌手だった。8歳で一家挙げてインドへ移住し、本格的に絵の勉強を開始した。
16歳になった時、絵の勉強をするために母親とヨーロッパに移った。初めパリのグランド・ショミエール芸術学校で、ピエール・アンリ・ヴァイヤンやリュシアン・シモンに学び、1830年からは4年間、エコール・デ・ボザールで学んだ 。フランスの有名画家、ポール・セザンヌやポール・ゴーギャンの影響を受けた。リュシアン・シモンや学生仲間のボリス・タスリツキーらからも影響を受けた。1932年に『若い少女たち』を描きあげサロンで絶賛された。
1934年にインドへ帰国するとカルカッタを本拠にインドの伝統芸術に範を取りながら近代絵画の創作を続け、1938年に従兄弟のビクトル・イーガンと結婚。ラビンドラナート・タゴールやジャミニ・ロイと共にベンガル・ルネサンスの担い手となるが、ラホールで個展開催の準備中に腹膜炎で急死した。
2016年1月30日のGoogle Doodleに生誕103周年として『三人の少女たちの群れ』とともに採り上げられている。

## ギャラリー

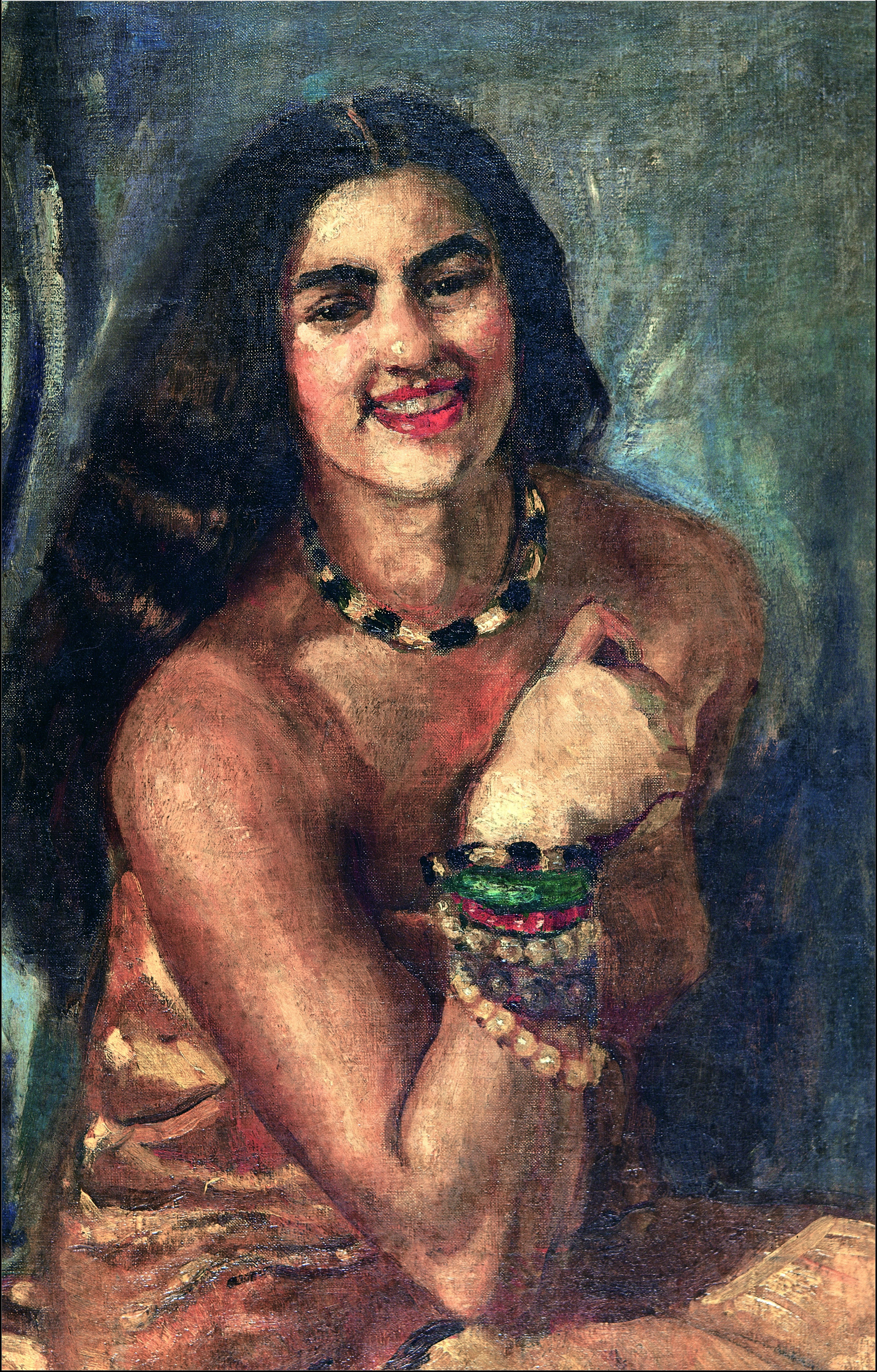
自画像（1930年）
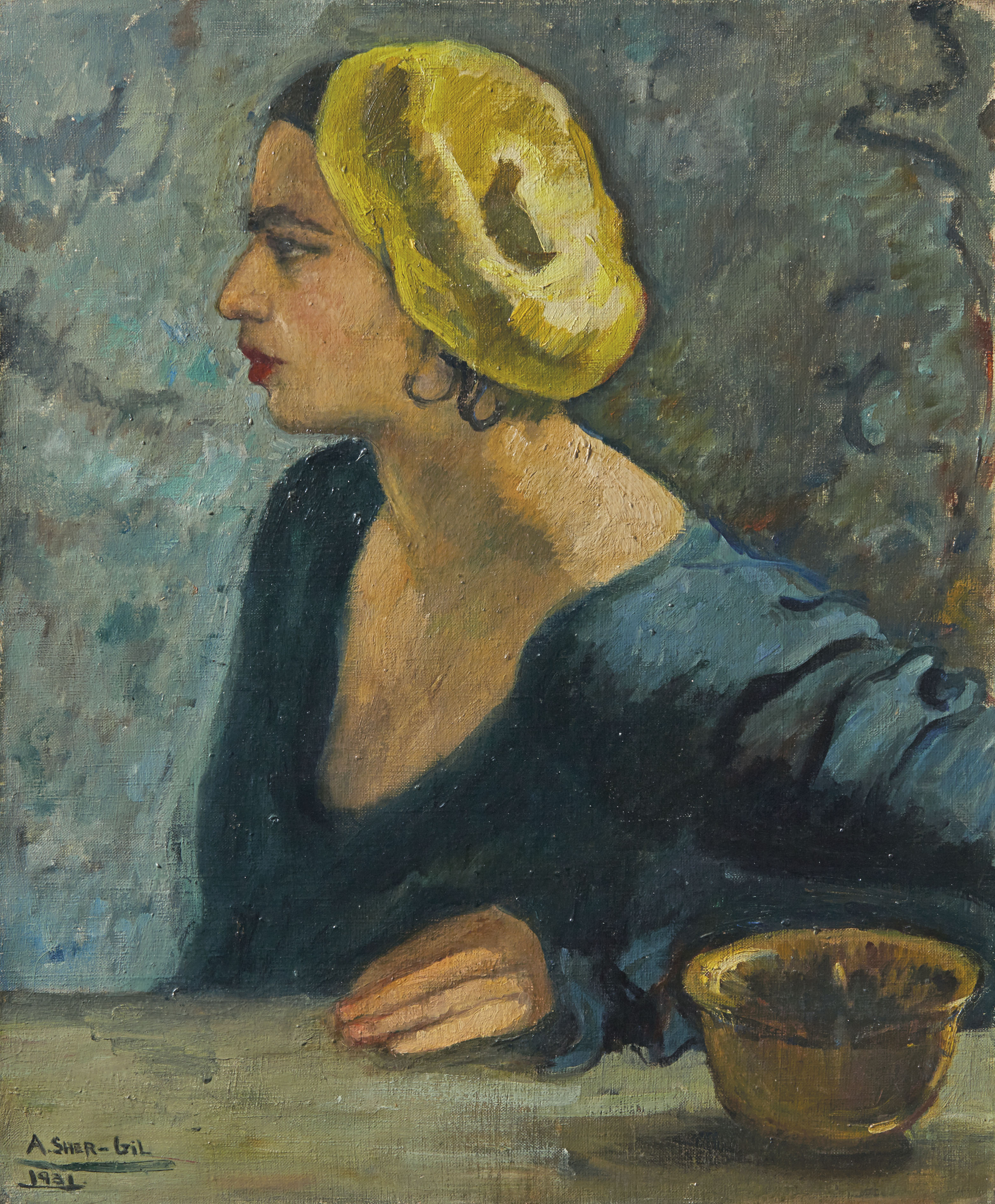
無題（1931年・自画像）
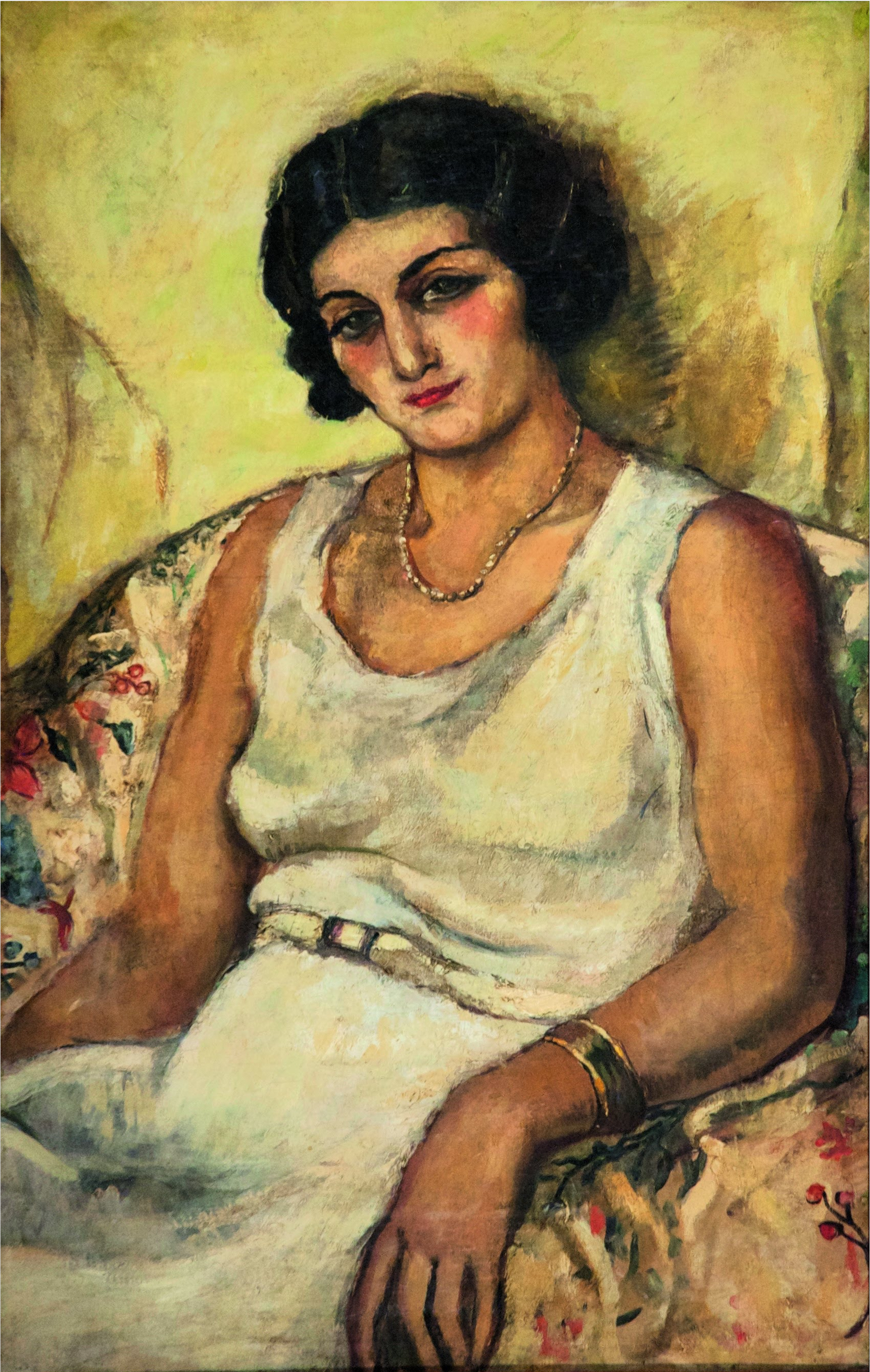
クララ・シェペシーの肖像（1932年）
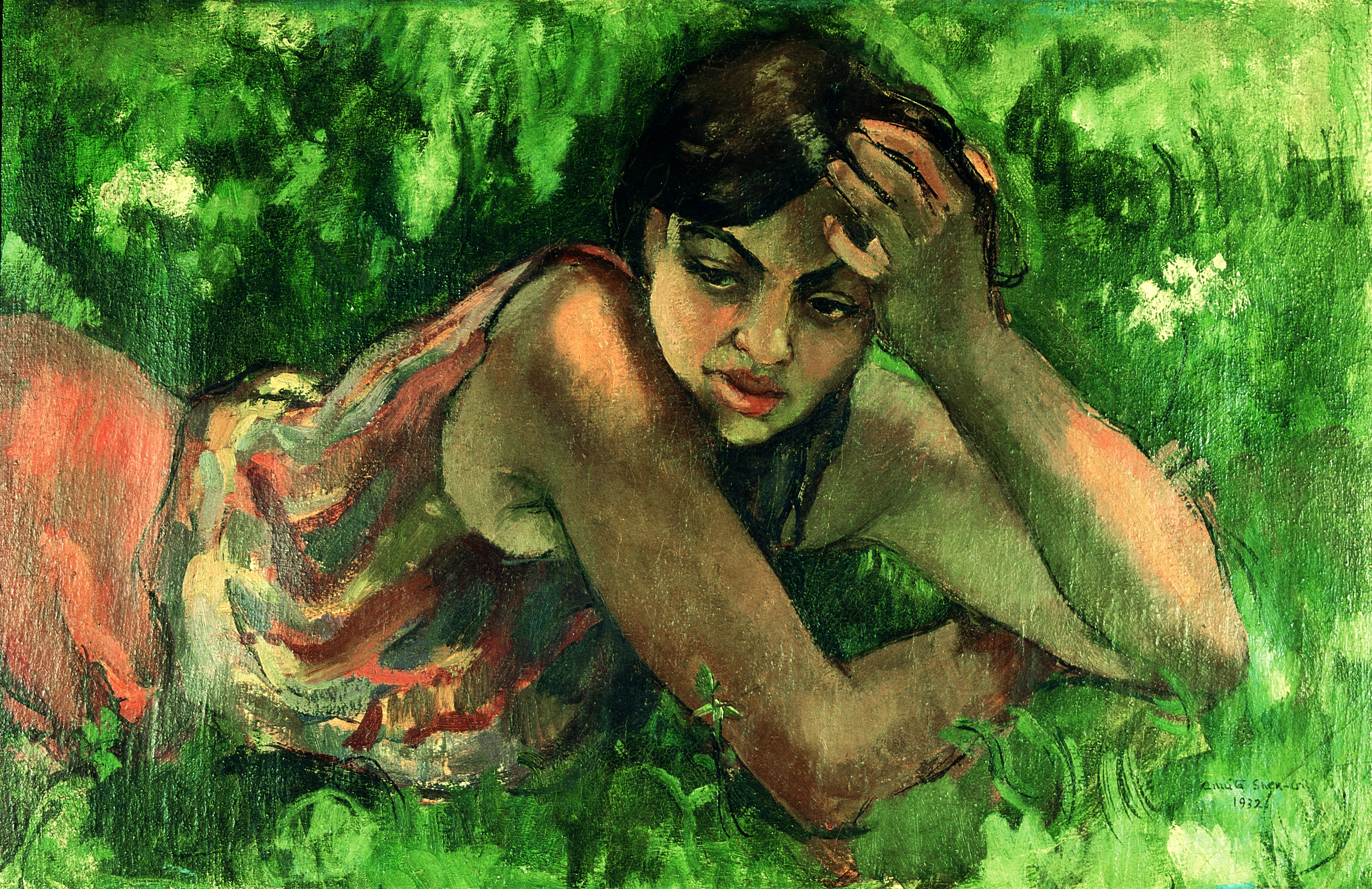
ハンガリーのロマの少女（1932年）
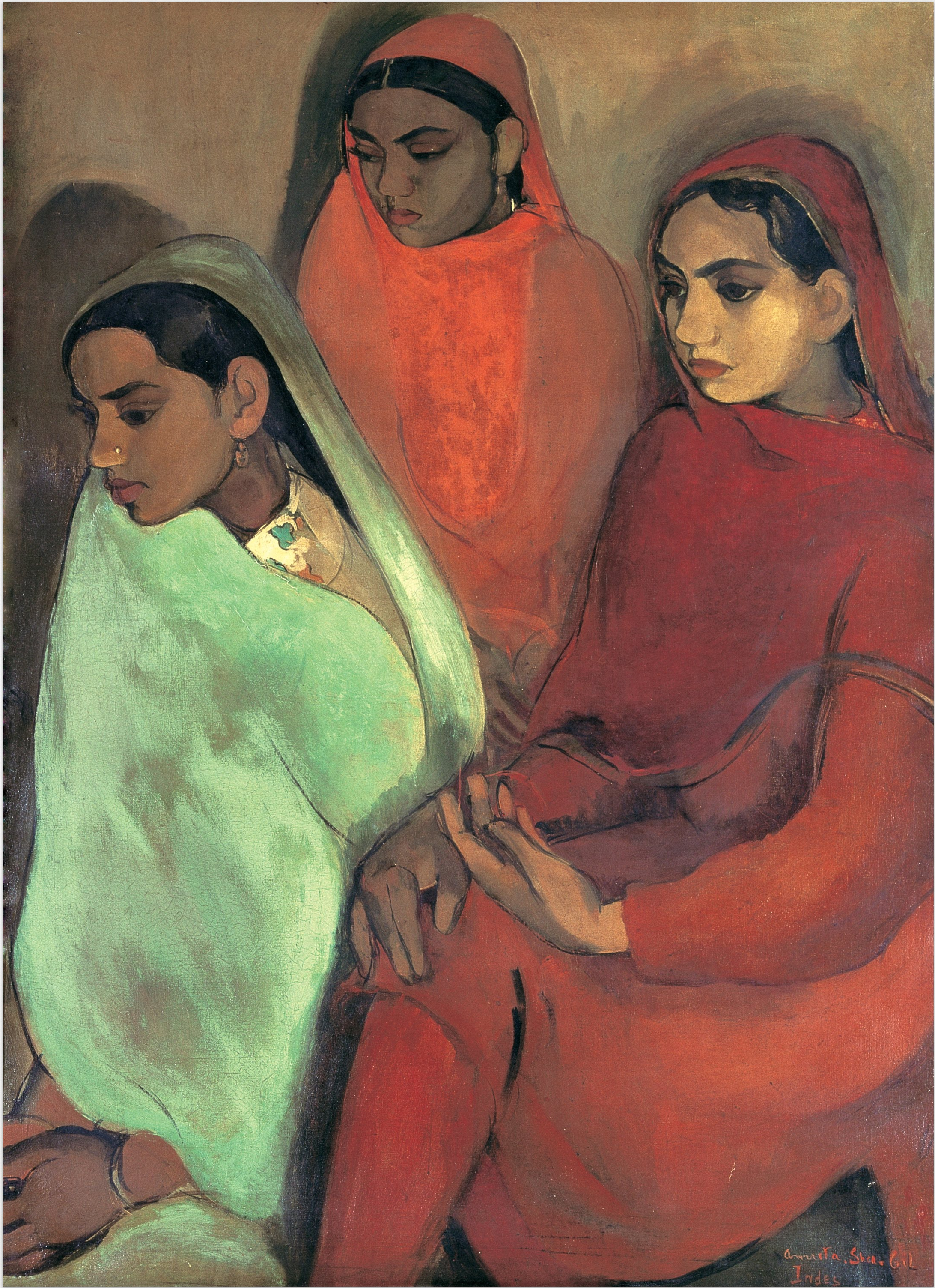
三人の少女たちの群れ（1935年）
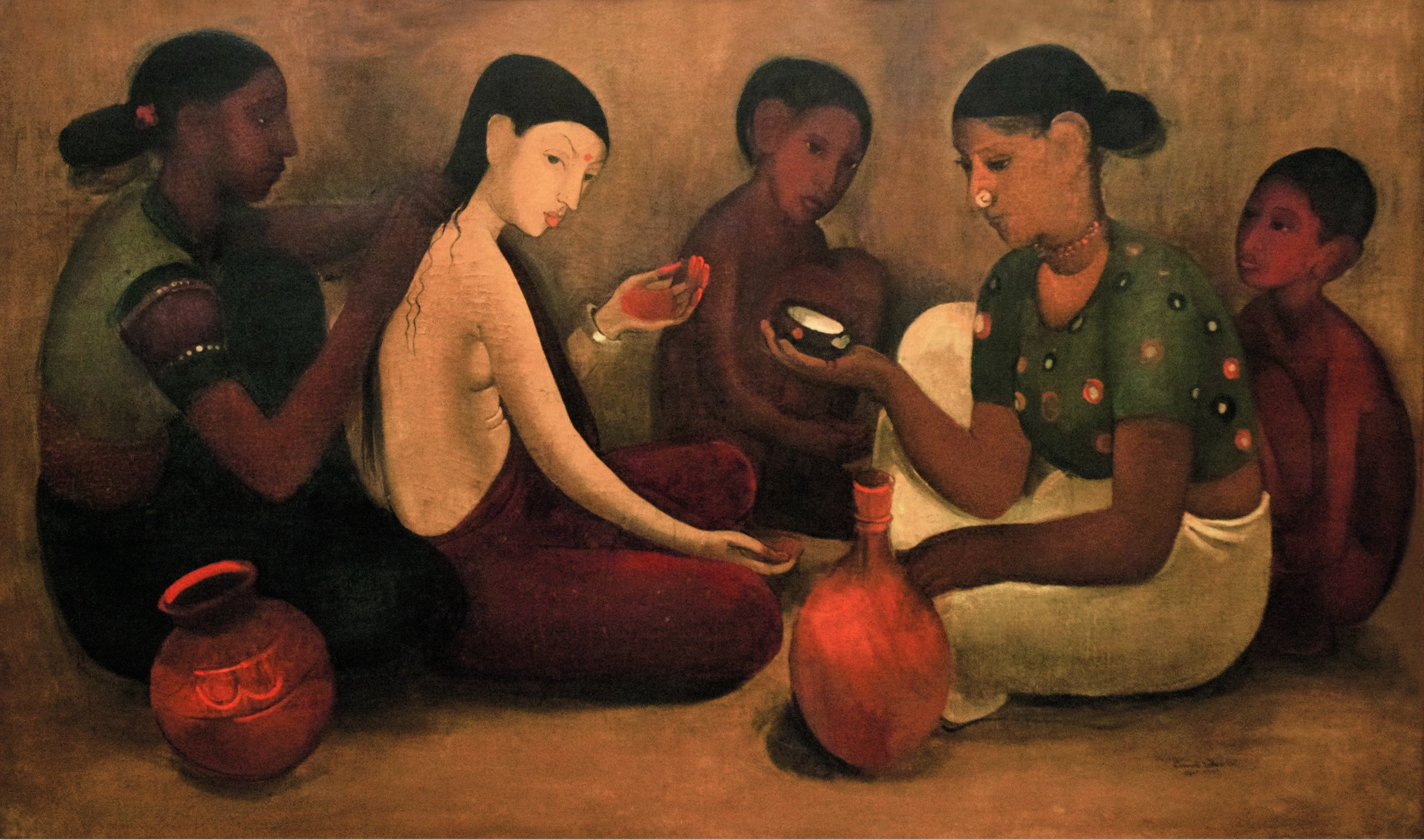
婚礼の化粧室にて（1937年）